# Herbert-Ernst Vahl
Herbert-Ernst Vahl (Posen, 9 ottobre 1896 – Salonicco, 22 luglio 1944) è stato un generale tedesco delle Waffen-SS durante la seconda guerra mondiale.

## Biografia
Ha servito sul Fronte occidentale durante la Battaglia della Somme e la Battaglia di Verdun, ed è stato ferito due volte nel 1916 e nel 1917.
Alla fine del primo conflitto mondiale ha ricevuto la Croce di Ferro di I e II classe.
In seguito al primo conflitto mondiale , Vahl ha deciso di rimanere nei ranghi del neocostituito esercito della Repubblica di Weimar la Reichswehr, ha servito come istruttore militare in diverse scuole militari prima di essere trasferito nella 14ª compagnia e nel 16º reggimento di cavalleria a Berlino.
Nel 1936 è stato promosso al grado di Major (Maggiore) e trasferito nel 2º battaglione, nel 4º reggimento panzer e nella 2ª divisione panzer.
Nel settembre del 1939 è stato promosso al grado di Oberstleutnant (Tenente colonnello), ed è stato inviato a comandare il 65º battaglione panzer e la 6. Panzer-Division con cui ha servito nella Campagna polacca.
Nel maggio 1940 è stato al comando del 101º battaglione panzer, che era una divisione speciale composta solo da carri lanciafiamme, ha comandato questo battaglione durante la Campagna di Francia,l'Operazione Marita e l'Operazione Barbarossa, durante questo servizio ha ricevuto l'Ordine militare della Croce Tedesca e il Distintivo panzer.
Il battaglione di Vahl è stato aggregato alla 3. Infanterie-Division (mot.) con cui è stato mosso verso il fronte del settore di Leningrado.
Il 13 dicembre 1941 Vahl è stato promosso al rango di colonnello e gli è stato affidato il comando del 29º reggimento panzer e della 12. Panzer-Division.
Nel 1942 per ordini precisi da Berlino Vahl lascia lo Heer e aderisce alle Waffen-SS, gli viene dato il grado di SS-Standartenführer (Colonnello delle SS), viene anche trasferito alla 2. SS-Panzer-Division "Das Reich" al comando del 2º reggimento panzer delle SS.
Nel febbraio 1943, viene promosso al grado di SS-Oberführer (Brigadier generale), e gli viene dato il comando della Divisione "Das Reich" che era stazionata in Unione Sovietica, mentre era al comando durante la Battaglia di Char'kov ha ricevuto la Croce di Cavaliere della Croce di Ferro ed è stato ferito gravemente a Belgorod.
Nell'aprile 1943 mentre si recuperava dalle sue ferite fu promosso al grado di SS-Brigadeführer (Maggiore generale), nel periodo della sua riabilitazione fu nominato ispettore dei corpi panzer all'interno dell'SS-Führungshauptamt (Ufficio centrale delle SS).
Nel luglio 1944 ritorna al comando attivo comandando la 4. SS-Polizei-Panzergrenadier-Division che era impegnata in Grecia nei pressi di Salonicco in funzioni antipartigiane.
Vahl arrivo al comando della divisione il 13 luglio 1944 ma rimase ucciso in un incidente in motocicletta il 22 luglio 1944.